# Jens Deutschendorf

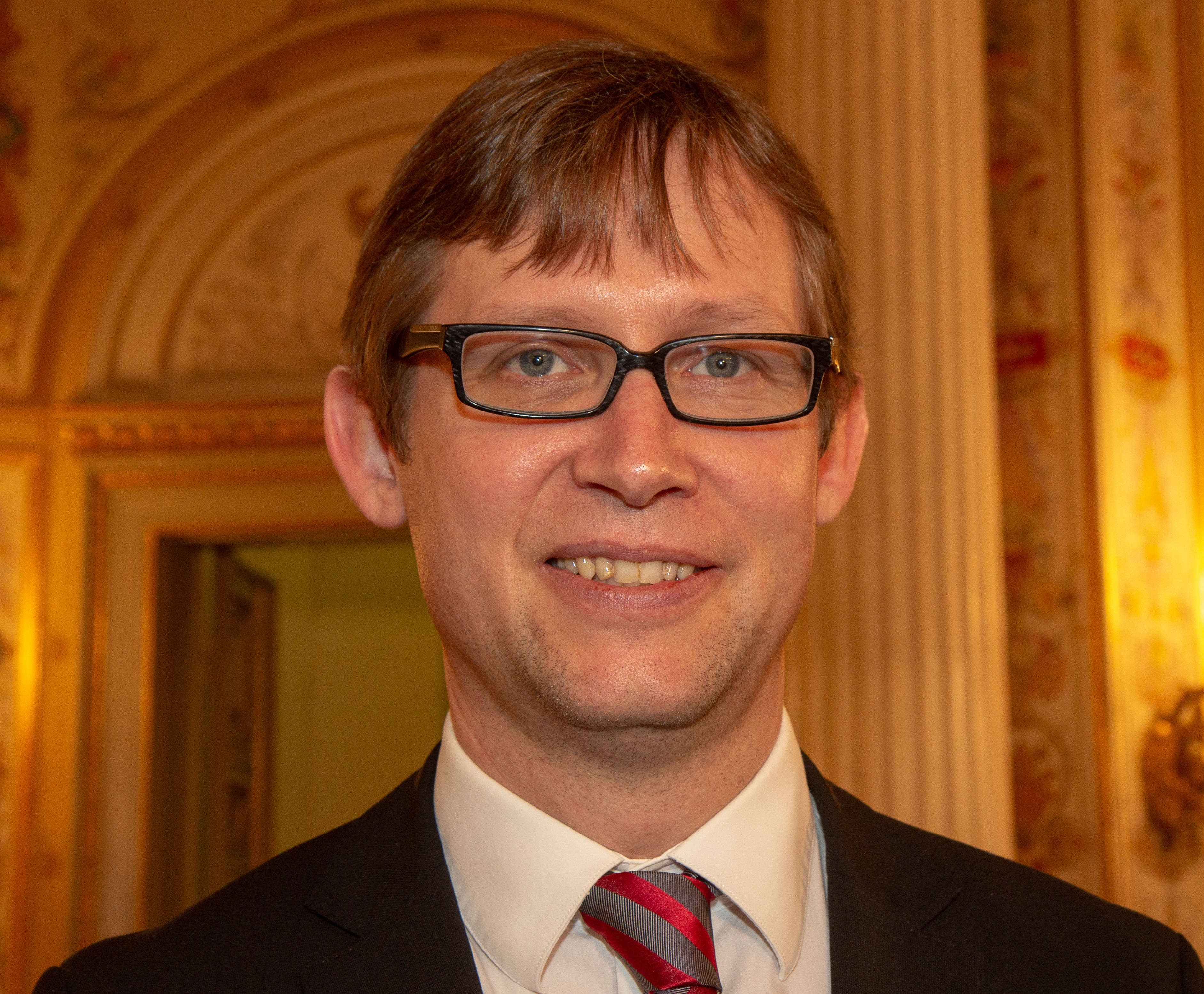
Jens Deutschendorf, 2019

Jens Deutschendorf  (* 30. Juli 1977 in Arolsen, Hessen) ist ein deutscher Ingenieur und Politiker (Bündnis 90/Die Grünen). Er war von 2019 bis 2024 Staatssekretär im Hessischen Ministerium für Wirtschaft, Energie, Verkehr und Wohnen. Zuvor war er von 2017 bis 2019 Staatsrat beim Bremer Senator für Umwelt, Bau und Verkehr.

## Biografie
Deutschendorf ist im nordhessischen Twistetal aufgewachsen. Er studierte Stadtplanung und schloss als Dipl.-Ing. ab. Er ist seit etwa 1994 Mitglied der Grünen und er war seit 2004 einer der Vorsitzenden des Grünen-Kreisverbandes Waldeck-Frankenberg in Hessen. Ab etwa 2008 bis 2011 war er als wissenschaftlicher Mitarbeiter für die Bundestagsabgeordnete Nicole Maisch (Bündnis 90/Die Grünen) tätig. Seit August 2011 war er stellvertretender Landrat im hessischen Landkreis Waldeck-Frankenberg und dort Dezernent für Bau, Verkehr, Umwelt, Bildung und Gesundheit.
Als Nachfolger von Gabriele Friderich wurde er 2017 zum Staatsrat für den Bereich Bau und Verkehr in Bremen berufen. Er war in diesem Bereich Vertreter von Senator Joachim Lohse (Bündnis 90/Die Grünen).
Deutschendorf wurde am 18. Januar 2019 bei der Bildung des Kabinetts Bouffier III im Hessischen Ministerium für Wirtschaft, Energie, Verkehr und Wohnen zum Staatssekretär des Staatsministers Tarek Al-Wazir (Bündnis 90/Die Grünen) ernannt. Er übernahm im Ministerium die Zuständigkeiten für die Bereiche Energie, Verkehr und Wohnen. Im Zuge der Bildung des Kabinetts Rhein II schied er am 18. Januar 2024 aus dem Amt des Staatssekretärs aus.
Nach seinem Ausscheiden als Staatssekretär für Energie, Verkehr und Wohnen wechselte er 2024 in die Windkraftbranche zu der Firma wpd onshore GmbH & Co. KG.
Deutschendorf ist verheiratet und hat zwei Kinder.